# Nothippos
Nothippos – grecki poeta z V wieku p.n.e., autor niezachowanych dramatów satyrowych.